# Tessamoro
Tessamoro pallidus és una espècie d'aranya araneomorfa de la subfamília dels erigonins, dins de la família Linyphiidae. És l'únic membre del gènere monotípic Tessamoro.
Es un endemisme que es pot trobar a Rússia, a l'illa de Sajalín .
Fou descrit per primera vegada per K. Y. Eskov l'any 1993.